# Parantica toxopei
Parantica toxopei (tên tiếng Anh Toxopeus' Yellow Tiger) là một loài bướm giáp thuộc họ Danainae. Đây là loài đặc hữu của Indonesia.